# Dev
Devin Star Tailes (Tracy, Califórnia, 2 de julho de 1989), mais conhecida pelo nome artístico Dev (por vezes, estilizado como "DEV" ou "dEV"), é uma cantora e compositora norte-americana. Assinou com a gravadora Universal Republic em 2010, após participar da canção "Like a G6" do grupo Far East Movement. Ela começou sua carreira em 2009, aos dezoito anos quando a dupla The Cataracs ouviram as canções de Dev postadas no MySpace. Desde que assinou com a Universal Republic, Dev lançou seu primeiro álbum de estúdio, intitulado "The Night the Sun Came Up" - no qual lançou as canções "Bass Down Low", "In the Dark" e "Naked", além de ter participado de outros sete singles.

## Biografia

### Vida pessoal e início de carreira
Dev nasceu na cidade de Tracy, no estado da Califórnia. Sua mãe, Lisa, é uma agente imobiliária e seu pai, Riki Tailes é um empreiteiro de pintura. A família de Dev, tem origens da Costa Rica, mas eles cresceram na cidade de Manteca, nos Estados Unidos. Dev é descendente de portugueses e mexicanos. Ela tem duas irmãs mais novas, que se chamam Sierra Sol e Maezee Luna. Aos quatro anos de idade, ela começou a ter aulas de natação e fez parte do programa de desenvolvimento olímpico dos EUA.
Dev fez um cover de uma canção da Amy Winehouse e gravou sua própria canção no qual ela fez como resposta à nova namorada do seu ex-namorado. Uma amiga de Dev postou a música no site MySpace, e a equipe de produção da dupla The Cataracs descobriu a música e gostou, e então entraram em contato com Dev para que ela pudesse entrar em uma gravadora. Dev abandonou a faculdade no seu primeiro ano para seguir a carreira de cantora, e logo assinou com a gravadora Indie-pop. Lançou sua primeira canção "2nite" em parceria com o The Cataracs. Em 2009, Dev se mudou para Los Angeles para poder produzir novas músicas junto com os The Cataracs e a sua gravadora.
Em 2010, a dupla The Cataracs começou a produzir a faixa "Like a G6" do Far East Movement e decidiram usar um verso da canção "Booty Bounce" de Dev na faixa. A canção "Like a G6" do Far East Movement com Dev, foi lançada em abril de 2010 como single, e atingiu a primeira posição nos Estados Unidos. A música teve mais de três milhões de downloads pagos nos EUA.

### 2010:The Night the Sun Came Up
Em agosto de 2010, foi lançado o videoclipe da canção "Booty Bounce", que foi dirigido por Ethan Adler, e lançado no VEVO, onde gerou mais de dez milhões de visualizações. Em outubro de 2010, Dev assinou com a gravadora Universal Republic, selo da Universal Music, onde lançou seu primeiro single oficial, "Bass Down Low" que foi lançado em novembro do mesmo ano. O segundo single, "In the Dark", foi lançado em abril de 2011, e atingiu a 11ª posição nos Estados Unidos e a 7ª no Brasil.

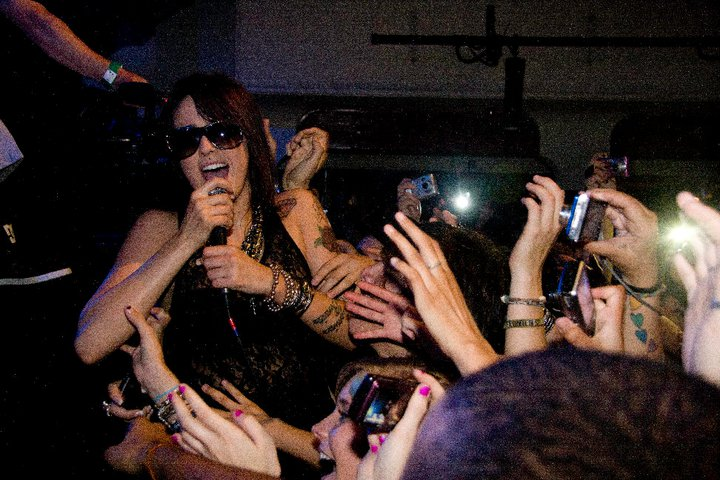
Dev na cidade de Santa Cruz, Califórnia em novembro de 2010

O álbum de estreia de Dev, The Night the Sun Came Up foi lançado no Reino Unido em 20 de setembro de 2011. Desde 2009, Dev vem trabalhando no seu álbum de estreia, que tem como principais produtores, a dupla The Cataracs. Em março de 2011, Dev viajou junto com os The Cataracs para a Costa Rica, onde ficaram por três semanas. Lá, eles gravaram e produziram a maior parte do material para o novo álbum. No mesmo mês foi lançado a canção "Backseat" do grupo musical de hip-hop New Boyz, que teve a participação de Dev e os The Cataracs. A canção atingiu a 37ª posição nos EUA. Dev também fez uma participação em uma faixa do álbum Unbroken da Demi Lovato, em uma canção chamada "Who's That Boy". Ela também participou da canção "I Just Wanna F." do álbum do David Guetta, Nothing but the Beat, junto com o Afrojack e o Timbaland.
Nos Estados Unidos, o álbum The Night the Sun Came Up foi lançado em 26 de março de 2012, e nele foi lançada faixas novas e diferentes das lançadas nos outros países. Nele, está a canção "Naked", que foi lançado como o terceiro single do álbum e contou com a participação do cantor espanhol Enrique Iglesias.

### Gravidez
Em setembro de 2011, Dev anunciou publicamente que ela e seu noivo, Jimmy Gorecki, estavam esperando uma menina. Dev deu à luz Emilia Lovely Gorecki em 9 de dezembro de 2011, às 5h28min (em Los Angeles).

### No Brasil
Em agosto de 2011, Dev fez três shows no Brasil, em Curitiba, São Paulo e no Rio de Janeiro.

## Discografia
| Ano  | Detalhes do Álbum | Singles                                        |
| ---- | --- | ---------------------------------------------- |
| 2011 | The Night the Sun Came Up - Lançamento: 5 de Setembro de 2011 - Gravadora(s): Universal Republic, Island Records - Formato(s): CD e Download digital | 1. "Bass Down Low" 2. "In the Dark" 3. "Naked" |

## Prêmios e nomeações
| Ano  | Prêmio                          | Categoria                            | Indicação                                          | Resultado |
| ---- | ------------------------------- | ------------------------------------ | -------------------------------------------------- | --------- |
| 2011 | 4 Music Awards                  | "Melhor Big Beats de 2011"           | "Bass Down Low"                                    | Indicado  |
| 2011 | Billboard Music Awards          | "Top Canção de Rap"                  | "Like a G6" (com Far East Movement & The Cataracs) | Indicado  |
| 2011 | MuchMusic Video Awards          | "Vídeo Internacional do Ano (grupo)" | "Like a G6 (com Far East Movement & The Cataracs)  | Venceu    |
| 2011 | mtvU Woodie Awards              | "Breakthrough Woodie"                | Dev                                                | Indicado  |
| 2011 | MTV Video Music Awards Japan    | "Melhor Vídeo de Hip Hop"            | "Like a G6" (com Far East Movement & The Cataracs) | Indicado  |
| 2011 | 2011 PopCrush Music Awards      | "Melhor Novo Artista"                | Dev                                                | Indicado  |
| 2012 | MTV Artists to Watch in 2012    | "Artistas a Ter em Conta"            | Dev                                                | Venceu    |
| 2012 | askmen.com Top 99 Women of 2012 | "Top 99 Mulheres de 2012"            | Dev                                                | Indicado  |
| 2012 | MP3 Music Awards                | "Prêmio BNA de Melhor Novo Artista"  | Dev                                                | Indicado  |
| 2012 | BRIT Awards                     | "Single Britânico"                   | "She Makes Me Wanna" (JLS com Dev)                 | Indicado  |
| 2013 | Top Music Awards                | " Melhor Vídeo Feminino"             | "Naked" (com Enrique Iglesias)                     | Venceu    |
| 2013 | Top Music Awards                | " Melhor Artista Feminino"           | Dev                                                | Venceu    |
| 2013 | Top Music Awards                | " Melhor Artista "Ao Vivo" "         | Dev                                                | Indicado  |